# Osório Willibaldo Stoffel
Osório Willibaldo Stoffel OFM (* 7. Juli 1921 in Luzerna; † 10. Mai 2002) war ein brasilianischer Ordensgeistlicher und römisch-katholischer Bischof von Rondonópolis.

## Leben
Osório Willibaldo Stoffel trat der Ordensgemeinschaft der Franziskaner bei und empfing am 26. Juli 1948 die Priesterweihe.
Papst Paul VI. ernannte ihn am 27. November 1970 zum Prälaten von Rondonópolis und am 6. August 1971 zum Titularbischof von Ceramus. Der Koadjutorbischof von Lages, Honorato Piazera SCI, spendete ihm am 10. Oktober desselben Jahres die Bischofsweihe; Mitkonsekratoren waren Carlos Schmitt OFM, Weihbischof in Lages, und Theodard Leitz OFM, Bischof von Dourados.
Am 26. Mai 1978 verzichtete er im Zuge der neuen Vergaberichtlinien der römischen Kurie auf seinen Titularbischofssitz. Der Papst erhob am 15. Februar 1986 die Territorialprälatur zum Bistum und ernannte ihn zum ersten Bischof von Rondonópolis. Am 19. November 1997 nahm Papst Johannes Paul II. seinen altersbedingten Rücktritt an. 